# جيري ماريون
جيري ماريون (بالإنجليزية: Jerry Marion)‏ هو لاعب كرة قدم أمريكية أمريكي، ولد في 7 أغسطس 1944 في بيكرسفيلد في الولايات المتحدة.

## وصلات خارجية
- جيري ماريون على موقع مرجع كرة القدم المحترفة.كوم (الإنجليزية)